# Cleonymidae
Die Cleonymidae bilden eine Hautflüglerfamilie innerhalb der Überfamilie der Erzwespen (Chalcidoidea).
Das Taxon geht auf den britischen Entomologen Francis Walker zurück, der im Jahr 1837 die Familie einführte. Die Typusgattung ist Cleonymus Latreille, 1809. Später wurde das Taxon als Unterfamilie innerhalb der Pteromalidae geführt. Burks et al. (2022) führten aufgrund molekularbiologischer und morphologischer Studien eine Aufspaltung und Umgliederung der Pteromalidae durch. Im Rahmen dieser Revision wurde die Unterfamilie wieder in den Rang einer Familie erhoben.

## Merkmale
Burks et al. (2022) beschreiben die Familie Cleonymidae anhand folgender morphologischer Eigenschaften. Die Fühler besitzen 9 Geißelglieder, dies schließt gewöhnlich ein einzelnes Clavomer mit ein, das manchmal bei Männchen unscheinbar in 3 Clavomere unterteilt ist. Ferner befindet sich entlang den Keulengliedern ein subapikaler fingerähnlicher Fortsatz. Die Augen sind ventral divergierend. Der Clypeus besitzt eine transvers gerichtete subapikale Grube. Das Labrum ist freigelegt und sklerotisiert. Die Mandibeln weisen 2 oder 3 Zähne auf, manchmal mit einem verkürzten dorsalen Zahn. Die subforaminale Brücke ist mit einer postgenalen Brücke dorsal zum Hypostoma und trennt dabei die untere Tentoriumsbrücke von der konvergenten hypostomalen Carina (Kiel) und ist ohne einer postgenalen Grube oder postgenalen Lamina. Das Pronotum ist ohne einer weichen medianen Längsline oder Carina. Das Präpectus mit dorsalem Rand ist mindestens so lang wie die Tegula. Die Notauli sind unvollständig. Die Tegula bedeckt nicht den Großteil der humeralen Platte. Das Mesoscutellum ist ohne Frenum, wenngleich ein frenaler Arm nur seitlich sichtbar unmittelbar vor dem Rand des Mesoscutellum. Eine axillulare Furche ist nicht vorhanden. Der mesopleurale Bereich ist ohne erweitertem Acropleuron. Alle Beine weisen 5 Tarsenglieder auf. Der protibiale Sporn ist kräftig und gebogen. Der basitarsale Kamm ist längs gerichtet. Die mittleren Femora sind mit oder ohne Zähne. Falls die Metafemora einen ventralen Zahn aufweisen, sind sie mit apikalen Spornen, die von einem verkürzten metatibialen Apex ausgehen. Das Metasoma weist ein Syntergum auf und ist deshalb ohne Epipygium (Subgenitalplatte).

## Lebensweise
Zu den Cleonymidae gehören Parasitoide, deren Wirte holzbewohnende Käferlarven sind. Als weitere Wirte werden genannt: Röhrenblattläuse (Aphididae) sowie Hautflügler aus den Familien Sphecidae und Megachilidae sowie aus den Unterfamilien Eumeninae und Eurytominae, die ihre Nester in Stängeln oder im Schlamm anlegen.

## Innere Systematik
Nach Burks et al. (2022) zählen zu den Cleonymidae folgende Gattungen:
- Agrilocida Steffan, 1964
- Callocleonymus Masi, 1940
- Cleonymus Latreille, 1809
- Dasycleonymus Gibson, 2003
- Notanisus Walker, 1837
- Zolotarewskya Risbec, 1955